# Rembarrnga (Sprache)
Rembarrnga bzw. Rembarnga ist eine australische Sprache. Sie wird im Northern Territory im Gebiet des Roper River gesprochen, gehört nicht zu den Pama-Nyunga-Sprachen und gilt als bedrohte Sprache. Im Australian Institute of Aboriginal and Torres Strait Islander Studies ist die Sprache als N73 verzeichnet. Um 2015 fanden sich in den abgelegenen Orten Maningrida und Ramingining und in deren näheren Umgebung Menschen, die die Sprache fließend beherrschten. Heutzutage wird Rembarrnga kaum mehr an Kinder weitergegeben. Diese erlernen stattdessen benachbarte Sprachen wie Kriol im südlichen Arnhemland oder Bininj Kunwok im nördlichen Arnhemland.
Zu den Linguisten, die in Zusammenarbeit mit Muttersprachlern Lehrmaterial über Rembarrnga veröffentlicht haben, gehören Graham McKay, Carolyn Coleman und Adam Saulwick.